# Ethel et Julius Rosenberg
Pour les articles homonymes, voir Rosenberg.

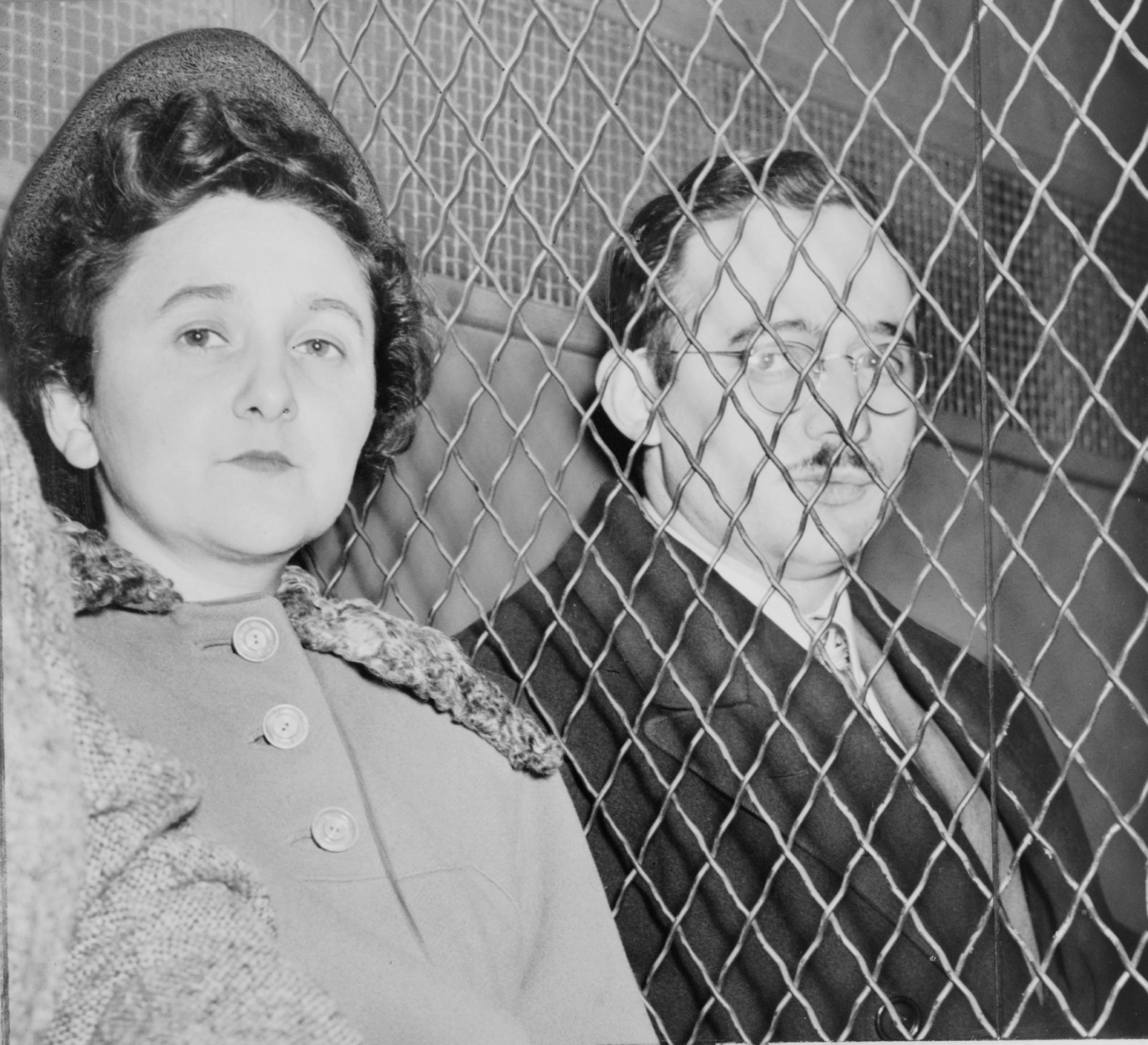
Ethel et Julius Rosenberg.

Ethel Rosenberg et son époux Julius sont un couple de New-Yorkais communistes arrêtés pour espionnage au profit de l’URSS. Julius est arrêté le 17 juillet 1950 et Ethel le 11 août. Ils sont jugés coupables le 5 avril 1951 et exécutés sur la chaise électrique le 19 juin 1953 dans la prison de Sing Sing.
Cette affaire d’espionnage a lieu durant la Guerre froide. En 1945, les États-Unis ont l'exclusivité de la bombe atomique mais l’URSS peut se doter dès 1949 de cette technologie, en partie grâce à l'espionnage. Le sénateur Joseph McCarthy lance ce qui est appelé le maccarthysme, une « chasse aux sorcières » qui dure de 1950 à 1954 et qui vise les sympathisants, militants ou agents communistes, qui sont poursuivis par le House Un-American Activities Committee (HUAC).
La condamnation à mort des époux Rosenberg pour espionnage, alors qu’ils ont toujours clamé leur innocence, attire des appels internationaux à la clémence et une campagne très médiatisée parlant d'un complot et d'une erreur judiciaire. Les époux Rosenberg sont d’ailleurs les seules personnes condamnées à mort puis exécutées pour espionnage dans le monde occidental après la fin de la Seconde Guerre mondiale dans le contexte d'affrontement des deux blocs.
Différentes sources postérieures au jugement, dont des témoignages soviétiques, confirment l’espionnage de Julius au profit de l’URSS,. Son épouse Ethel n'aurait été qu'une auxiliaire sans grande initiative. Les derniers partisans des Rosenberg soulèvent toujours le caractère injuste d’un jugement qu'ils estiment politique.

## Biographie
Julius Rosenberg est né dans une famille juive le 12 mai 1918 à New York. Son père, créateur de textiles industriels, avait immigré de Pologne, tandis que sa mère, tout à la charge d’élever ses cinq enfants, n’avait jamais appris à lire ni à écrire. Julius, lui, est allé à l’école talmudique du quartier puis à la Seward Park High School. En sortant de cette école, « Julius renonça à poursuivre des études rabbiniques, et choisit d’entrer au New York City College pour suivre des études d’ingénieur. […] c’était une discipline assez courue chez les étudiants politisés, car elle permettait d’adhérer à la fédération des architectes, ingénieurs, chimistes et techniciens (FAECT) (en), un syndicat de cols blancs pro-communiste ». Très vite, il se retrouve dans le noyau du Steinmetz Club, les ligues des jeunesses communistes, et distribue des tracts et participe aux manifestations et à un meeting.
Ethel Greenglass est née le 28 septembre 1915 à New York, également d’une famille juive. Elle saute plusieurs classes dans une école de quartier et à 15 ans, elle sort de la Seward Park High School pour entrer directement dans la vie active. Moins d’un mois plus tard, elle trouve un emploi dans le bureau d’une compagnie de navigation ; elle s’en fait renvoyer quatre ans après « pour avoir organisé la grève des cent cinquante femmes avec qui elle travaillait, grève qui culmina le jour où les femmes se couchèrent sur la chaussée de la 36e rue pour bloquer les camions de livraison de la compagnie. Se retrouvant au chômage, Ethel fit rapidement deux choses : d’abord elle porta plainte contre ses anciens employeurs devant le Conseil national des Relations du travail, et gagna ; ensuite, elle trouva un nouvel emploi au double de son salaire précédent ». En 1939, elle signe une pétition du Parti communiste, signature qui fut reprochée à Julius lors d’une enquête de loyauté de routine en 1941 alors qu’il venait juste d’arriver au service des transmissions de l’armée.
Lors d’une soirée de la Saint-Sylvestre, Ethel Greenglass et Julius Rosenberg font connaissance au cours d’un gala du syndicat international des marins. En 1939, Julius obtient son diplôme d’ingénieur et épouse Ethel. « À l’automne 1940, après quelques petits boulots temporaires, Julius trouva du travail comme employé civil au service des transmissions de l’armée. En 1942, il fut promu ingénieur inspecteur ». Au début de l’année 1943, les Rosenberg sont de fervents communistes, Julius étant par ailleurs président de la cellule 16-B de la section industrielle du Parti communiste des États-Unis. À cette époque, en pleine Seconde Guerre mondiale, les États-Unis et l’URSS sont militairement alliés contre le nazisme. « À l’époque, avec la bénédiction du gouvernement américain, Hollywood produisait des films tels que Chant de Russie ou Mission to Moscow, qui représentaient une image idyllique de l’Union soviétique ; et des personnalités aussi conservatrices que Winston Churchill ou le général Douglas MacArthur comblaient d’éloges les héroïques alliés russes. Le président Roosevelt avait même accepté d’être membre d’honneur du FAECT ».
À la naissance de leur premier enfant, au printemps 1943, Ethel et Julius Rosenberg quittèrent leurs activités militantes auprès du parti communiste des États-Unis.
Dans le courant de l’année 1944, « le FBI avait envoyé au service de renseignement de l’armée la photocopie d’une carte de membre du parti communiste, indiquant qu’un certain Julius Rosenberg avait adhéré au parti le 12 décembre 1939. […] À l’automne 1944, le FBI fournit un deuxième document qui faisait part de l’adhésion de Julius Rosenberg à la cellule du parti de l’East Side - adhésion qui, comme on l’a vu, n’a pourtant jamais eu lieu. […] En février 1945, Rosenberg fut renvoyé ». Dans le dossier à charge contre lui que lui montra le capitaine John W. Henderson, Julius Rosenberg constata que pas une preuve de son appartenance au Parti communiste n’était apportée. Son appartenance à la fédération des architectes, ingénieurs, chimistes et techniciens (FAECT) était retenue comme la seule raison du motif de licenciement. Julius fit part de ces faits à la FAECT, laquelle protesta énergiquement auprès du département de la Défense. L’officier qui avait montré son dossier à Julius Rosenberg, John W. Henderson, reçut un blâme et le ministère déclara que l’appartenance de Julius Rosenberg à la FAECT était secondaire dans son dossier de licenciement.

## L’affaire

### Contexte
- 6 et 9 août 1945 : Les États-Unis larguent les deux premières bombes atomiques utilisées en opérations sur les villes japonaises de Hiroshima et Nagasaki.
- 1946 : Face à une très puissante vague de grève[4], Edgar Hoover, directeur du FBI, lance l'anathème sur les « 100 000 communistes américains » et « leurs alliés prétendument progressistes »[5],[6].
- 1947 :
  - Truman fait le fameux discours du 12 mars 1947, prônant l'« endiguement du communisme ».
  - Un décret présidentiel sur le « loyalisme » des fonctionnaires aboutira à la mise en place, par le sénateur McCarthy, de la Commission des activités anti-américaines.
- 1949 :
  - L'URSS possède à son tour la bombe A. Les États-Unis sont stupéfaits par la rapidité des recherches russes mais on découvre en janvier 1950 que Klaus Fuchs, un réfugié allemand et physicien, a fourni des documents aux Soviétiques. L'enquête remonte à David Greenglass qui avoue avoir transmis des documents. Il nie que sa sœur, Ethel Rosenberg, soit impliquée mais affirme que son mari, Julius, a convaincu Ethel de le recruter en 1944 et que Julius a transmis des secrets aux Soviétiques.
  - La république populaire de Chine est proclamée.
  - Certains signes annonciateurs de la guerre de Corée se font jour.
- 1950 : La guerre de Corée commence.

### Les faits

#### L'espionnage
Dès 1945, Moscou disposait de réseaux d'espions à Washington, alors que les États-Unis n'en avaient pas en URSS. L'OSS avait déjà probablement été infiltrée par les espions soviétiques. Le NKVD et le GRU investirent par ailleurs les centres de recherche atomique de Los Alamos, au Nouveau Mexique. L'espionnage atomique des Rosenberg fut inefficace. Cependant, ils transmirent aux Soviétiques une grande quantité de documents secrets importants tels que, selon l'historien Ronald Radosh, initialement acquis à la cause des Rosenberg, des informations relatives au design des premiers avions MIG, les dernières informations sur le radar et le sonar, ou encore les « proximity fuse » qui permirent d'abattre le U-2 de Gary Powers. En fait l'espionnage, sous forme de livraison de secrets et d'informations techniques, avait commencé en 1944 pendant la seconde guerre mondiale. À partir de 1942, s'il n'était pas membre du parti communiste américain, Julius Rosenberg considérait l'URSS comme le seul allié européen de "la race juive" contre Hitler et ne comprenait pas la réticence à aider massivement l'URSS et le retard de l'administration Roosevelt à organiser le second Front réclamé invariablement par Staline jusqu'en 1944. Lors d'une rediffusion dans les années 1980 du film de Stellio Lorenzi et d'Alain Decaux Les Rosenberg ne doivent pas mourir le second convaincu en 1975, (sur la base de la lecture de leurs lettres de la maison de la mort publiées en 1953) année de son tournage, de l'innocence absolue des Rosenberg, admit que Julius Rosenberg avait bien en 1944 livré quelques secrets aux Soviétiques. Mais les États-Unis et l'URSS étaient alors alliés contre l'Allemagne hitlérienne. C'était alors, précisa-t-il, la première fois qu'on avait condamné à mort quelqu'un pour espionnage dans un pays ami.

#### L’arrestation
Le 15 juin 1950, le FBI arrêtèrent David Greenglass, un ancien mécanicien des usines atomiques de Los Alamos (Nouveau-Mexique, États-Unis) et frère d’Ethel. Greenglass finit par reconnaître avoir touché de l’argent d’un espion, Harry Gold, en échange d’informations sur les projets des usines de Los Alamos. Il est inculpé d’espionnage au profit de l’URSS le 6 juillet 1950.
Le 16 juin 1950, Julius Rosenberg, beau-frère de David Greenglass qui l’accuse d’être le cerveau de cette affaire d’espionnage, est arrêté. Il est relâché le soir même, le FBI n’ayant aucune charge contre lui. Pendant un mois, le FBI maintient une surveillance sur Julius Rosenberg, qui ne cherche pas à fuir. « Tant que David Greenglass se refuserait à reprendre et à détailler les accusations qu’il avait formulées dans la nuit du 15 juin, ils n’auraient pas de motifs suffisants pour arrêter Rosenberg ». Selon Ronald Radosh et Joyce Milton, David Greenglass subissait des menaces (notamment d’extradition au Nouveau-Mexique) afin d'obtenir des aveux concernant les Rosenberg : « Les comptes rendus que la presse donnait de l’arrestation de Greenglass et de l’audience sur son extradition au Nouveau-Mexique soulignaient au contraire l’attitude indocile de David Greenglass et l’affrontement manifeste entre son avocat O. John Rodge et le procureur Irving H. Saypol. Ce n’est qu’à partir de la deuxième audience sur le problème de l’extradition, le 12 juillet (quatre jours avant l’arrestation de Julius Rosenberg), que la presse commença à spéculer sur la possible collaboration de Greenglass, au vu de la requête d’ajournement de toute décision déposée par le procureur. » Le 15 juillet 1950, David Greenglass finit par faire une longue déposition dans laquelle il accusait notamment Julius Rosenberg d’être un espion.
Le 17 juillet 1950, Julius Rosenberg est arrêté. Selon Ronald Radosh et Joyce Milton, « [Alan H] Belmont, [l’assistant de Hoover], recommandait aux agents de New York "d’envisager de faire parler Julius Rosenberg par tous les moyens et d’étudier à cette fin la possibilité d’inculper Ethel Rosenberg" ». le 19 juillet 1950 J. Edgar Hoover, patron du FBI, « envoyait une note confidentielle au ministre de la Justice, J. Howard McGrath, lui faisant part de sa tactique : « Il n’y a pas de doute que si Julius Rosenberg nous fournit des détails sur ses activités d’espionnage, nous serons en mesure d’inculper d’autres individus […]. De ce point de vue la mise en accusation de sa femme pourrait nous servir de levier ». Le 11 août 1950, Ethel Rosenberg est arrêtée.
Selon la Cour d’appel, « sans [la] déposition [de Greenglass], le jugement n’aurait pas pu être confirmé ».

#### Le procès

##### L'acte d'accusation
Dès le 6 mars 1951, Ethel et Julius Rosenberg étaient accusés de conspiration en vue d'espionnage. Le procès suscitait un intérêt extraordinaire pour plusieurs raisons, la principale étant que l'accusation était menée par le procureur général Irving H. Saypol, « réputé pour être la terreur des rouges » (les communistes). Dès le début du procès la salle fut bondée de curieux. « Le jury fut sélectionné en un jour et demi, écrivent Radosh et Milton, par le juge Kaufman lui-même, comme cela se faisait pour les procès fédéraux (…). Un journaliste avoua connaître quelques publications de gauche : il fut récusé par la cour (…). Certains étaient contre la peine de mort et furent récusés pour ce motif ». Dans son discours liminaire, Irving H. Saypol fit « l'amalgame entre l'inculpation de conspiration pour espionnage et celle, toute différente, de trahison. Les preuves pour établir la gravité de ce crime sont extrêmement strictes. D'abord, il aurait été impossible à l'accusation de trouver deux témoins à charge pour chacun des chefs d'inculpation. Mais surtout, à l'époque des faits, les États-Unis étaient en paix avec l'URSS, et il aurait été rigoureusement impossible de prouver toute tentative de trahison ».
« En revanche, les éléments nécessaires à une condamnation pour conspiration étaient si minces que la loi sur la conspiration était surnommée "le dernier recours du peuple" ou "l'amie du procureur", selon le point de vue ». En effet, les « rumeurs » sont acceptées comme témoignages, les accusés peuvent être condamnés pour les actes des autres, même s'ils n'ont pas eu connaissance de ces actes. « Il n'est même pas du tout utile de prouver que la conspiration a été menée à bien : une simple tentative peut entrainer la condamnation ! ».
Dans le procès Rosenberg, « l'accusation n'entendait pas se satisfaire d'une simple reconnaissance de culpabilité. Elle tenait absolument à obtenir de lourdes peines et, si possible, la peine de mort pour Julius ».

##### Les parties en présence
Roy Cohn a été le procureur chargé du dossier pendant le procès des époux Rosenberg et de Sobell, et assista à ce titre le procureur général Irving H. Saypol. Roy Cohn est alors un homme de 23 ans, influent et très proche des milieux maccarthistes.
« Il fréquente les tribunaux depuis deux ans et demi. Avec une certaine efficacité. Sur les 200 accusés auxquels il a eu affaire (du côté du ministère public), pas un seul acquittement(…) ». Par l’intermédiaire de Generoso Pope, Cohn obtient l’assentiment de Frank Costello, parrain de la mafia, (formalité indispensable), ce qui permet à Irving H. Saypol d’être nommé procureur général, alors qu’il est considéré par tous comme un être détestable. - Cohn devient l’assistant d'Irving H. Saypol(…). Le juge Irving Kaufman, qui a déjà présidé un procès en espionnage (Abraham Brothman et Miriam Moscowitz) veut absolument être chargé du procès Rosenberg. Il talonne Roy Cohn, l’appelle au téléphone 50 fois par jour pour donner des directives et s’enquérir des résultats (…). La réponse positive arrive. Irving Kaufman se rend compte que ce procès peut aussi lui valoir des inconvénients, mais il ira jusqu’au bout (« C’est mon devoir »).
Roy Cohn déclarera : « Avant, pendant et après le procès, Irving H. Saypol et moi (qui représentions le ministère public, l’accusation) nous avons été en constante communication avec le juge Kaufman. Des conversations privées, en dehors de la présence des avocats de la défense. Tout le monde était au courant, y compris les avocats de la défense, mais à cette époque c’était considéré comme normal ». Roy Cohn explique cependant, toujours dans son autobiographie, comment le juge Kaufman et lui-même communiquaient lors du procès : la secrétaire du juge Kaufman indiquait à Roy Cohn quelle cabine téléphonique appeler et à quelle heure, et les deux hommes parlaient ainsi en privé par cabines téléphoniques interposées.
Roy Cohn a affirmé dans son autobiographie avoir exercé des pressions illicites sur le juge Kaufman, qui lui avait promis, avant même l’ouverture du procès, qu'il condamnerait Julius Rosenberg à la peine capitale. Cohn avait ensuite insisté pour qu’Ethel soit elle aussi exécutée.
L’accusation (le gouvernement américain) cita 118 témoins, dont seulement 23 ont comparu à la barre. Sur ces 23, cinq mentionnèrent les Rosenberg et seulement trois les impliquèrent dans l’affaire d’espionnage des usines atomiques de Los Alamos. Le Monde dénonça en 1952 l’importance des seuls témoignages dans l’accusation, disqualifiant le procès : « Aucune preuve matérielle n’a pu être produite contre les Rosenberg, qui sont ainsi envoyés sur la chaise électrique sur de simples témoignages oraux ».

##### Le témoignage de Greenglass
Selon Radosh et Milton, « David Greenglass nourrissait un profond ressentiment à l'égard des Rosenberg, peut-être plus profond qu'il ne le pensait lui-même. Mais quelle en était la cause ? S'agissait-il d'un parent vindicatif qui donnait à une affaire de famille des proportions gigantesques, comme le prétendit Bloch (avocat de la défense) dans sa déclaration préliminaire ? Ou bien Greenglass en voulait-il à Julius et à Ethel pour avoir trop facilement risqué sa vie, ainsi que la leur, pour la cause à laquelle ils croyaient ? ».
Dès le début du procès, « la CIA espérait que certaines informations que David avouait avoir livrées aux Russes comme les croquis des lentilles à implosion de type sphérique ou la description d'une série d'expériences sur la réduction du plutonium, ne seraient pas évoquées à l'audience » et avait peur que l'avocat de Rosenberg les fasse parler sur ce point par simple vengeance. « À leur plus grande surprise c'est tout le contraire qui allait se passer ».
David Greenglass dessina deux lentilles (de mémoire) et Walter Koski, l'expert de l'accusation, fut appelé à la barre. « Il expliqua qu'à la fin de l'année 1944 et au début de l'année 1945, il avait transmis des plans de ces lentilles à implosion de type plat à l'atelier Theta de Los Alamos où travaillait David Greenglass (…). Koski garantissait l'exactitude des croquis de Greenglass ».
Cependant, « Si ces renseignements étaient réellement secrets en 1951, pourquoi aurait-on autorisé leur divulgation à l'audience ? Et à quoi pourrait servir de classer "secret" des informations livrées à une salle pleine de reporters et de spectateurs ? Le juge Kaufman invita Bloch à présenter ses objections : "N'avez-vous rien à redire à cela ?" - Non, rien. Je l'avais déjà lu dans les journaux avant que Monsieur Irving H. Saypol m'en parle.", répondit Bloch. Consciemment ou non, Manny Bloch venait de reconnaître implicitement que ces renseignements étaient classés top secret en 1945 lorsque Greenglass les avaient obtenus, mais aussi en 1951. Bloch ne put que faire reconnaître à Koski que Greenglass était un "mécanicien ordinaire" et que les croquis ne spécifiaient pas les dimensions de la lentille à implosion (…). Personne n'avait osé demander en quoi les informations émanant d'un "simple mécanicien" pouvaient intéresser les Russes alors qu'ils étaient déjà en possession des rapports d'un collègue de Koski, Klaus Fuchs » (Radosh et Milton, p. 136-139).

#### La sentence
La sentence envers les époux Rosenberg a été décidée avant le procès par le juge Kaufman en concertation avec le FBI. Un mois avant le début du procès, vingt-huit personnages, dont cinq sénateurs, six députés, trois membres de la Commission atomique et deux représentants de la Justice, se réunissent pour réexaminer la tactique à suivre. Myles Lane, substitut du procureur, fait valoir que le seul moyen de faire céder Julius Rosenberg (qui n’a désigné aucun des « complices » qu’on lui suggère) est de le menacer de la chaise électrique et de condamner son épouse, dont le dossier est vide, à vingt-cinq ou trente ans d’emprisonnement,,. Proposition adoptée.
Dans le prononcé de la sentence, le juge Irving Kaufman déclara : « Selon moi, la manière dont vous avez agi en remettant aux mains des Russes la bombe A, et en permettant ainsi à la Russie de mettre au point la bombe des années avant ce qu’avaient prédit nos meilleurs scientifiques, a déjà eu pour conséquence l’agression communiste en Corée, laquelle a causé plus de 50 000 victimes américaines et qui sait si des millions d’autres innocents ne paieront pas le prix de votre trahison ».
Le 19 juin 1953, Ethel et Julius Rosenberg sont exécutés à quelques minutes d’intervalle dans la prison de Sing Sing. Contrairement à son époux dont la mort est prononcée six minutes après le début de l'exécution, Ethel survit aux trois premières décharges réglementaires, ce qui conduit à lui en infliger deux autres, au point de faire fumer sa tête, l'exécution durant deux fois plus longtemps. Leurs deux enfants (Robert et Michael) ont été adoptés par un ami du couple, Abel Meeropol, également connu comme l'auteur de la chanson de jazz Strange Fruit. Ethel et Julius Rosenberg reposent au cimetière Beth Moses à Long Island.
Ethel Rosenberg a écrit quelques heures avant son exécution : « Mon mari et moi sommes innocents, nous ne pouvions trahir notre conscience » [Ndlr : on a proposé la vie sauve en échange d’aveux au couple], « aucune puissance ne nous séparera dans la vie ou dans la mort. Je ne vous demande qu'une chose : consolez mes petits ».
Le Monde écrit le 11 décembre 1952 : « aucune condamnation à mort n’avait jusqu’à présent été prononcée aux États-Unis pour crime d’espionnage, même en temps de guerre. D’autres espions d’une plus grande envergure ayant commis et avoué des faits beaucoup plus graves n’ont été condamnés qu’à des peines de prison », bien que durant la Seconde Guerre mondiale, six espions allemands (Herbert Hans Haupt (en), Heinrich Harm Heinck, Edward Keiling, Hermann Otto Neubauer, Richard Quirin (en) et Werner Thiel), participant à l’opération Pastorius, capturés sur le sol américain aient été exécutés,. Ainsi Axis Sally et Tokyo Rose, convaincus d’avoir trahi leur pays en travaillant pour l’Allemagne et le Japon en temps de guerre, avaient été condamnés à moins de dix ans de prison. Le savant Klaus Fuchs, arrêté et jugé en Grande-Bretagne pour avoir fourni à l’Union soviétique d’importants renseignements sur la séparation des isotopes et la fabrication de la bombe A est condamné à la peine maximum : quatorze ans d’emprisonnement. Alan Nunn May (en), arrêté en mars 1946, reconnaît avoir transmis à l’URSS le 9 mai 1945 des informations sur la bombe d’Hiroshima ; sentence : dix ans de prison. Harry Gold (voir plus haut), pour espionnage atomique : dix ans. Ruth Greenglass, qui a reconnu avoir participé à un réseau d’espionnage : absolument rien. David Greenglass, son mari, qui s’est déclaré espion : quinze ans, réduits à dix. Pour ces deux derniers, leur collaboration avec la justice a été prise en compte. Morton Sobell, espion au profit de l'URSS : trente ans de prison.
Selon le procureur adjoint Roy Cohn, Irving Kaufman a refusé d’infliger la peine de mort au coaccusé des Rosenberg, Morton Sobell, parce que selon le juge, il « n’était aucunement impliqué dans l’espionnage atomique ».

### Les critiques formulées contre la conduite du procès
- Le Monde du 11 décembre 1952 se demande si on peut « considérer ces [3] témoins comme ayant déposé "sans haine et sans crainte", alors que les [2] Greenglass avaient tout intérêt à charger les Rosenberg pour se sauver eux-mêmes ». Le Monde ajoute : « quel étrange personnage au demeurant que ce Greenglass qui tue pratiquement par son accusation sa sœur et son beau-frère, avec lequel il avait eu jadis de sordides discussions d’intérêts »[11].

- Le Monde du 11 décembre 1952 se demande également si les informations transmises avaient bien la valeur et l’importance que l’accusation (le gouvernement américain) leur donnait. Le principal témoin de l’accusation, David Greenglass, prétendait avoir reconstitué le croquis d’une bombe atomique alors qu’il reconnaissait avoir échoué à de nombreux examens. Par ailleurs, les savants atomistes Robert Oppenheimer et Harold Clayton Urey, cités par l’accusation, n’ont jamais été appelés à comparaître.

- Ensuite, la même édition du journal Le Monde du 11 décembre 1952 s'interroge : « la décision du jury et la sentence prononcée par le juge n’ont-elles pas été faussées par l’atmosphère dans laquelle s’est déroulé le procès ? ». On était alors en pleine période du maccarthysme, une campagne violemment anticommuniste aux États-Unis de 1950 à 1956, pendant la guerre de Corée. L’accusation s’efforça, lors du procès des Rosenberg, de leur faire dire qu’ils étaient communistes. Ceux-ci refusèrent de répondre, écrit Le Monde de l’époque, mais aucun doute n’était possible sur leurs opinions. Le passé des accusés (Julius avait été renvoyé pour opinion subversive d’un emploi administratif), leurs relations, leurs lectures et leurs propres déclarations indiquaient aux jurés qu’ils se trouvaient bien en présence de communistes[11].

- Enfin, Le Monde du 11 décembre 1952 mentionne le fait que les accusés étaient juifs. La question de l’antisémitisme se pose, souligne Le Monde de l’époque, parce qu’aucun juré n’était juif (« ce qui peut paraître surprenant dans une ville comme New York où la communauté juive représente le tiers de la population »[11]). Le Monde se demande si le juge Kaufman, juif lui-même, n’a pas fait preuve d’une plus grande sévérité pour dissocier la communauté juive américaine des accusés et de ne pas faire porter sur tous les membres de la communauté juive une suspicion d’espionnage (accusation antisémite classique). Un geste de clémence, poursuit Le Monde, suffirait à dissiper le malaise que crée dans l’esprit de tout observateur impartial un procès que le procureur Irving H. Saypol qualifia lui-même de sous-produit nécessaire de l’âge atomique… »[11],[30]

- Robert Meeropol, fils de Julius et d’Ethel, lorsqu'il a été interrogé à l’émission Frontline sur PBS, a admis la « possibilité » que son père puisse avoir participé à l’espionnage, après avoir lu les transcriptions Venona qui parlent de la rencontre de Julius Rosenberg avec le KGB et des agents du NKVD. Cependant, Meeropol argumente dans son livre, An Execution in the Family (St. Martin's Press, 2003,  (ISBN 0-312-30636-9)), que Venona exonère complètement sa mère, et que, quoi qu'il en soit, ses parents ont été tués pour des crimes qu’ils n’ont pas commis. David Greenglass, qui est mentionné dans des transcriptions Venona comme un personnage important de l’espionnage, n’a été ni interrogé ni poursuivi après avoir dénoncé Ethel et Julius comme espions.

#### L’association des juristes américains
Manifestation la plus marquante des années 1990, la reconstitution du procès devant cinq cents personnes - en majorité des avocats et des magistrats - par l’influente Association des juristes américains, à l’occasion de sa convention annuelle du 9 au 10 août 1993. Verdict unanime : « non coupables ».

### Ce que l’on sait cinquante ans après

#### Le projet Venona
Le 11 juillet 1995, la Central Intelligence Agency (CIA) annonce le déclassement de quelque 2 900 messages archivés depuis 1939 et déchiffrés pour l’essentiel entre 1947 et 1949, connus sous le nom de projet Venona. Ces archives montrent la culpabilité des Rosenberg, qui sont désignés dans celles-ci sous des noms de code.
Les services secrets américains expliquent que ces documents n’avaient pas été produits au procès pour ne pas compromettre la couverture de leurs agents. L’universitaire Gildas Le Voguer montre que dès décembre 1944, les États-Unis avaient fait connaître aux Soviétiques leur entrée en possession de codes secrets du NKVD, mais ils ne s’en étaient pas servis.
Pour Aaron Katz, président depuis quarante ans du National Committee to Reopen the Rosenberg Case (Comité national pour la réouverture de l'affaire Rosenberg), les documents du projet Venona qui mentionneraient les Rosenberg, qui contiennent quelques bizarreries de date et de contenu, ne seraient que des faux. L'opinion de Katz est partagée par l'écrivain Sidney Zion (en), Eric Foner (professeur d’histoire à l’université Columbia) et l’avocat William Kunstler (ex-directeur de l'American Civil Liberties Union). Citant ces noms, le journaliste américain Schofield Coryell écrit ainsi : « Le nom de Julius Rosenberg figurerait dans vingt des quarante-neuf messages rendus publics par la CIA, sous le nom de code d’« Antenne » d’abord, puis de « Liberal », mais peut-on être sûr que ces pseudonymes le désignent réellement ? De toute façon, il y a de fortes raisons d’adopter une attitude plus que prudente quant à l’authenticité totale de ces documents »,.
Pour les partisans d'un réexamen de la culpabilité des Rosenberg, une anomalie réside dans la date des documents : selon les archives Venona, Julius Rosenberg aurait été repéré en 1946. Pourtant, il n'a été arrêté que quatre ans plus tard, en 1950, ce qui provoque quelques interrogations. Cependant les Américains n'avaient pas décrypté les Venona en 1946, ils avaient seulement trouvé une première faille le 20 décembre 1946 et n'allaient que lentement progresser dans le décodage. Ces partisans soutiennent également que les Venona n'établissent pas d'espionnage atomique mais les Rosenberg n'ont pas été condamnés pour espionnage atomique.
Depuis 1948, l’URSS connaissait, par sa taupe William Weisband, démasqué et incarcéré durant peu de temps, l’existence de l’opération Venona. Les services secrets russes pouvaient penser que les services secrets nord-américains connaissaient leur code de cryptage. Dans L’Orchestre rouge, l’écrivain Gilles Perrault explique les phénomènes d’intoxication des services secrets les uns envers les autres lorsque les uns savent que les autres savent décrypter leurs secrets. Il explique ce phénomène d’intoxication nommé Funkspiel qui consiste à faire comme si les services ignorent que les ennemis possèdent leur code et d’envoyer des informations fausses au milieu d’informations secondaires vraies. Il convient donc de prendre toute révélation effectuée par des services secrets eux-mêmes avec prudence et rigueur, qu’ils aient fabriqués eux-mêmes de fausses informations ou qu’ils aient été intoxiqués par des renseignements erronés.

#### Les mémoires de l’agent secret soviétique Pavel Soudoplatov
Pavel Soudoplatov, qui a dirigé le département des missions spéciales russes et qui s’occupait à ce titre des actes de sabotage, des enlèvements, des assassinats hors des frontières de l’URSS, a écrit dans ses mémoires que « les Rosenberg ne furent jamais rien d’autre que des messagers sans envergure et n’appartinrent jamais à nos principaux réseaux, mais leur arrestation subséquente eut des répercussions sur tout le globe ». Il soutient aussi que « les Rosenberg auraient été des agents de liaison sans importance » et qu’ils ont joué « un rôle mineur dans la collecte de secrets atomiques ».

#### Les mémoires de l’agent secret soviétique Alexandre Feklissov
Dans ses mémoires parus en français en 1999 sous le titre Confessions d’un agent soviétique et aux États-Unis en 2001, Alexandre Feklissov écrit que « ce fut grâce à Klaus Fuchs, à Theodore Hall, au couple Cohen, et à quelques agents non identifiés à ce jour que l’URSS parvint à créer sa bombe atomique. Un autre réseau de première importance, mais qui travaillait dans le domaine de l’électronique, de l’aviation et de l’armement, était celui de Julius Rosenberg. Il se trouve que j’ai dirigé, de 1943 à 1946, le groupe clandestin de Rosenberg ».
Dans le livre qu’il a coécrit avec Sergei Kostin et publié aux États-Unis en 2001 sous le titre The Man Behind the Rosenbergs, l’agent secret soviétique Alexandre Feklissov détaille comment Julius Rosenberg était au service de l’Union soviétique et avait transmis des documents secrets. Selon cet ancien formateur du KGB, Julius Rosenberg est recruté à l’occasion de la fête du travail de 1942, par l’ancien espion en chef du KGB Semyon Semyonov (en). Quand Semyon Semyonov (en) est rappelé à Moscou en 1944, Feklissov prend sa suite. Julius, animé par ses convictions idéalistes et désintéressées, prend l’initiative d’inclure dans le réseau plusieurs de ses amis, il fournit à Feklissov à chaque rencontre de 600 à 1 000 pages de documents. Pour Feklissov, Rosenberg n’est pas qu’une source en elle-même de grande valeur, c’est encore la cheville ouvrière d’un réseau qui monte en importance de mois en mois. Rosenberg et ses amis travaillent à la production de nouveaux avions, pièces d’artillerie, balles, radar et calculateurs électroniques. Feklissov fournit un appareil photo à Julius de façon à constituer des microfilms. Pour que Julius n’attire pas l’attention, il lui demande de cesser de participer à des rallies de soutien à l’Armée rouge, de moins fréquenter ses amis communistes. Julius lui parle de David Greenglass lors d’un dîner, qui travaille sur un projet ultrasecret (la bombe atomique) et pousse à la décision de son recrutement, qu’il prend en charge. Le recrutement de Greenglass ne permettra cependant pas d’obtenir de bons documents secrets et aura des conséquences catastrophiques pour le réseau puisqu’il permettra son démantèlement.
Alexandre Feklissov, qui considère que, de tous les agents qu’il a gérés, Julius fut le seul qu’il considérait comme un ami, affirme que le procès contre les Rosenberg « n’avait rien à voir avec la justice. Ce fut un jugement politique. Ses vrais protagonistes ne sont jamais venus devant la cour. En fait, les Rosenberg et Sobell n’étaient que des boucs émissaires. L’affaire aurait tout aussi bien pu être appelée "Le sénateur McCarthy contre le communisme". Ce fut également un procès où les parties étaient très inégales. D’un côté, l’ensemble des institutions du pouvoir américain : la cour, le parquet, le ministère de la justice, le FBI, l’agence d’information officielle, la presse, et même le président Truman en personne. De l’autre, trois particuliers, sans appuis qui sympathisaient avec un parti aux abois (…). Il ne faut pas oublier, non plus, à quel point les cartes étaient truquées. Dès le départ, les accusés étaient considérés comme coupables et le procès n’était destiné qu’à satisfaire un rituel. […] La culpabilité des Rosenberg et de Morton Sobell n’a jamais été vraiment démontrée : ni le fait d’avoir transmis des informations secrètes à une puissance étrangère, ni, encore moins, celui d’avoir volé les secrets de la bombe atomique. Le plus scandaleux et le plus tragique, c’est qu’avec deux hommes qui nous ont aidés par idéalisme dans une période difficile pour tous les habitants du globe, se trouvait une femme innocente, mère de deux enfants […]. Comme les procès staliniens des années trente et tant d’autres montages judiciaires de par le monde, l’affaire Rosenberg-Sobell restera comme un éternel réquisitoire contre une justice au service de l’État, pour laquelle le bien public prime les destins individuels ».

#### Témoignage tardif de Morton Sobell
Faisant suite aux preuves accablantes déclassifiées par le gouvernement américain entre-temps, Morton Sobell qui a purgé une peine de 18 ans de prison dans la même affaire, a reconnu en septembre 2008 la culpabilité du couple et la sienne en ce qui concerne l'activité d'espionnage dans une interview donnée au New York Times, en rapportant la faible efficacité de l'espionnage atomique.

#### Les historiens
L’implication des Rosenberg a longtemps fait débat, jusqu'à ce que la diffusion d'informations secrètes des Soviétiques confirme leur culpabilité. La conduite du procès et notamment la rétention d’informations est critiquée. Les archives du projet Venona qui ont établi la culpabilité sont aussi ponctuellement mises en doute.
La publication des archives Venona, accablantes pour les Rosenberg, a mis un terme à la controverse. D'autres sources, notamment des mémoires, sont venues dans le même sens. L'historien Ronald Radosh (en), de sensibilité de gauche et défenseur des Rosenberg lors de l'affaire, passé au néo-conservatisme, a enquêté sur l'affaire et a conclu finalement à la culpabilité des Rosenberg. Les historiens reconnaissent aujourd'hui largement cette culpabilité,. Les services de désinformation soviétiques ont fait croire à l'innocence du couple.
En 2014, cinq historiens ayant publié sur l'affaire Rosenberg écrivent que des documents soviétiques montraient qu'Ethel Rosenberg cachait de l'argent et de l'attirail d'espionnage pour Julius, servait d'intermédiaire pour les communications avec ses contacts de renseignement soviétiques et était présente lors de réunions avec ses sources. Ils démontrent également que Julius a rapporté au KGB qu'Ethel a persuadé Ruth Greenglass de voyager au Nouveau Mexique pour recruter David comme un espion.

##### Quelques historiens partisans des Rosenberg
L'historien américain Eric Foner, de l'université Columbia, doute néanmoins de la possibilité d'utiliser les documents Venona comme preuve de la culpabilité des Rosenberg. Radosh a répliqué en qualifiant les allégations de Foner de pathétiques et écrit qu'il ne savait pas de quoi il parlait.
L’historien français André Kaspi attribue la mise à mort des époux Rosenberg à « ce mouvement d’intolérance » qu’était le maccarthysme.
L’historien américain Howard Zinn parle de son côté d'un procès truqué sur fond d’anticommunisme et dénonce le climat de terreur qui régnait chez les communistes, qui n’ont pas osé soutenir les Rosenberg.
Un élément non évoqué par les mémoires des anciens espions soviétiques et considéré comme « preuve » pendant le procès fut la table offerte par les Russes en guise de services rendus, et dont l'avocat du couple entendit démontrer, ticket de caisse à l'appui, son achat au Mexique.

#### Autres documents
L’espionnage des Rosenberg serait encore attesté par les mémoires de Nikita Khrouchtchev, qui lui attribue une grande importance. Des notes d'Edgar Hoover et d'autres documents intéressants du FBI peuvent être extraits des auditions de Klaus Fuchs,. En 1995 l'ouverture d'archives soviétiques a révélé que Julius Rosenberg faisait bien partie d'un réseau d'espionnage appelé « Libéral ». Le nom de sa femme Ethel y est seulement mentionné.

### Les soutiens
Ronald Radosh et Joyce Milton écrivent : « L’essor soudain que connut, en novembre 1952, le Comité de défense des Rosenberg faisait partie d’un vaste mouvement international. Du jour au lendemain, le monde entier s’était levé pour protester contre la condamnation à mort de Julius et Ethel Rosenberg. La branche anglaise du Comité fut créée à Londres le 27 novembre ; la campagne débuta en France six jours plus tard, le 3 décembre. Avant la fin de l’année, on trouvait des comités de défense des Rosenberg au Danemark, en Suisse, en Suède, en Italie, en Israël, en Irlande, en Belgique, en Allemagne, en Autriche et bien sûr en Europe de l’Est. »
La dénonciation d’un procès injuste et de l’erreur judiciaire a commencé après le procès et fut lancée en 1952. L’Union soviétique entretient et exploite l’affaire ; elle accuse les États-Unis de fascisme et d’antisémitisme, alors qu’au même moment Staline monte le complot antisémite des blouses blanches. Le sort des époux Rosenberg émeut alors l’opinion mondiale (Algérie, Amérique, Europe, Israël, Japon, etc.) par-delà les clivages politiques. Cette affaire ainsi que celle des Sacco et Vanzetti participent d’une « tradition » initiée en France dès le XIXe siècle, l’antiaméricanisme.
Il reste difficile de déterminer dans quelle mesure les manifestations en faveur du couple Rosenberg étaient influencées par l’activisme communiste, mais les opinions mondiales ont été frappées par la publication d’une photographie prise par un inconnu (intitulée Le Baiser). Cette photographie reste une des plus connues du XXe siècle.
Le pape Pie XII, dont l'anti-communisme était largement connu à l'époque, intervint à deux reprises auprès du gouvernement américain par le biais de son délégué apostolique aux États-Unis, Mgr Amleto Cicognani, pour demander la grâce des époux Rosenberg,,,.
Les Rosenberg furent défendus par des intellectuels tel que Jean-Paul Sartre, Jacques Madaule, François Mauriac, Marc Beigbeder, Jean Lacroix, etc.

#### Le comité de défense des Rosenberg en France
Dès 1952 s’est créé un comité de défense des Rosenberg comprenant notamment Fernand Léger, Hervé Bazin, Jean Effel, Jean Pierre-Bloch, Aragon, Maurice Druon, Picasso, Simone Signoret, Yves Montand, Rosette Coryell, etc.
L'opinion publique en France était tellement favorable aux Rosenberg qu'elle incita l'ambassadeur américain Clarence Douglas Dillon à soumettre un rapport au gouvernement américain dans lequel il soulignait la sévérité de la condamnation et avertissait le gouvernement de ne pas être victime de sa propre propagande qui disait que cela était une manipulation communiste.

#### Association pour le réexamen de l’affaire Rosenberg
En 1993, le Comité devient le Groupe d’initiative pour le réexamen de l’affaire Rosenberg. En 1995, il prend le nom d’Association pour le réexamen de l’affaire Rosenberg.

### Filmographie
- Stellio Lorenzi et Alain Decaux, Les Rosenberg ne doivent pas mourir (téléfilm), 1975, avec Marie-José Nat, Gilles Segal, Jean Topart, Georges Wilson
- Sidney Lumet, Daniel, 1983
- Frank Pierson, Citizen Cohn (téléfilm), 1992. James Woods y joue Roy Cohn
- Mike Nichols, Angels in America (télésuite de HBO d'après la pièce de Tony Kushner, 1991), 2003. Al Pacino y joue le rôle de Roy Cohn qui, mourant du sida, est confronté au « fantôme » d'Ethel Rosenberg, dont le rôle est interprété par Meryl Streep.